# Offroad.TV
Offroad.TV ist eine deutsche Action-Fernsehserie, die 2001 von der ARD ausgestrahlt wurde.

## Handlung
Beginnend mit dem Fernsehfilm Britta im Jahre 1977 haben Serien und Filme von Berengar Pfahl immer wieder das Leben von Jugendlichen dargestellt und sich mit deren Lebenssituation befasst, so auch in dieser Produktion.
Ein Reporterteam des Senders Offroad.TV mit Teamchef Mike, Moderatorin Nadine, Kameramann Diego, Mechaniker Paul Ludwig und Praktikantin Laura wird beauftragt, Reportagen aus aller Welt zu machen. So führt die Serie an Orte eindrucksvoller Naturereignisse und Schauplätze. Auch über außergewöhnliche Menschen berichten die Reporter. Dabei erlebt die Crew actionreiche Abenteuer.
Ein neuartiges Konzept der Serie war, die Reportagen nicht nur im Fernsehen, sondern auch im Internet auf der Website www.offroad.tv zu übertragen. Die Webseite war in Teilen so gestaltet, als ob der Sender wirklich existiere. Sie hatte einen großen Umfang und bot auch Hintergrundinformationen zu den in Wirklichkeit imaginären Geschehnissen. Diese Webseite wurde 2006 geschlossen.

## Ausstrahlung
Die Serie wurde ab dem 22. Oktober 2001 bis Ende des Jahres wöchentlich mit zehn Folgen von je 50 Minuten im Vorabendprogramm der ARD ausgestrahlt, um dem Quotenabfall des Senders zwischen 19:00 und 20:00 Uhr entgegenzuwirken. Dies gelang auch insofern, als die dritte Folge von mehr als 3 Millionen Zuschauern gesehen wurde. Die Serie wurde dann zugunsten kürzerer Formate aufgegeben.
| Nr. der Folge | Titel der Folge        | Erstausstrahlung |
| ------------- | ---------------------- | ---------------- |
| 1             | Außer Kontrolle        | 22. Okt. 2001    |
| 2             | Mike unter Druck       | 29. Okt. 2001    |
| 3             | Straße ins Paradies    | 5. Nov. 2001     |
| 4             | Schatzsuche            | 12. Nov. 2001    |
| 5             | Kasim                  | 19. Nov. 2001    |
| 6             | Verschollen            | 26. Nov. 2001    |
| 7             | Dunkle Schatten        | 3. Dez. 2001     |
| 8             | Fieber                 | 10. Dez. 2001    |
| 9             | Im Netz                | 17. Dez. 2001    |
| 10            | Land ohne Strom        | 31. Dez. 2001    |
| 11            | In der Falle *         |                  |
| 12            | Auf Messers Schneide * |                  |
| 13            | Der tote Freund *      |                  |

* Bei Maxdome.de können insgesamt 13 Folgen dieser Serie angeschaut werden.